# Raúl Alberto Salinas
Raúl Alberto Salinas Dorantes (Ciudad de México México, 16 de octubre de 1978). Es un exfutbolista mexicano cuya posición en el campo era defensa.

## Trayectoria
Debuta el 6 de enero del 2002, con el Club América, enfrentando al CF Pachuca en la primera jornada del Verano 2002. Se mantuvo en sus primeros torneos como un jugador más o menos regular aunque con sus altibajos. Era un lateral que también jugaba como central, rápido y corrioso, con mucha entrega.
Fue campeón en su temporada debut y  Clausura 2005, y para el Clausura 2006 fue cedido a préstamo con opción a compra al Club Universidad Nacional tras no entrar en planes solo estuvo por un torneo y regresó al América donde obtuvo un subcampeonato en el Clausura 2007, jugó la Copa Libertadores 2007 y el Mundial de Clubes 2006 y tras temporadas pocas satisfactorias fue cedido al Club Necaxa donde estuvo por un torneo sin tener minutos y para el siguiente torneo se fue a Veracruz club con el que desciende y pierde la categoría Y solo jugó un partido de titular y estuvo registrado por dos torneos más sin tener minutos y para el Apertura 2009 fue contratado por Alacranes de Durango donde disputó dos torneos y jugó en el Atlante UTN club filial del Atlante. Allí anuncio su retiro

### Clubes
| Club                       | País                | Año         | Partidos |
| -------------------------- | ------------------- | ----------- | -------- |
| C. América                 | México              | 2002 - 2005 | 105      |
| Pumas U.N.AM.              | México              | 2006        | 13       |
| C. América                 | México              | 2006 - 2007 | 11       |
| Socio Águila F.C. (Cárnet) | México              | 2007        | 2        |
| C. Necaxa                  | México              | 2007        | 0        |
| Veracruz                   | México              | 2008        | 5        |
| Alacranes de Durango       | México              | 2009 - 2010 | 18       |
| Atlante U.T.N.             | México              | 2010        | 1        |
| Total en su carrera        | Total en su carrera | 2002 - 2010 | 169      |

## Estadísticas

### Clubes
La siguiente tabla detalla los encuentros disputados y los goles marcados en los clubes en los que ha militado.
| C. América · México | 1.ª                 |                     |     |   |   |   |    |   |     |   |
| C. América · México | 1.ª                 | 2001-02             | 20  | 0 | 1 | 0 | 7  | 0 | 28  | 0 |
| C. América · México | 1.ª                 | 2002-03             | 31  | 0 | - | - | 4  | 0 | 35  | 0 |
| C. América · México | 1.ª                 | 2003-04             | 17  | 0 | 3 | 0 | 3  | 0 | 25  | 0 |
| C. América · México | 1.ª                 | 2004-05             | 24  | 0 | 4 | 0 | -  | - | 28  | 0 |
| C. América · México | 1.ª                 | 2005                | 5   | 0 | - | - | -  | - | 5   | 0 |
| C. América · México | 1.ª                 | 2006-07             | 8   | 0 | 0 | 0 | 3  | 0 | 11  | 0 |
| C. América · México | 1.ª                 | Total               | 105 | 0 | 8 | 0 | 17 | 0 | 130 | 0 |
| Pumas U.N.A.M. · México | 1.ª                 | 2006                | 10  | 0 | - | - | 3  | 0 | 13  | 0 |
| Pumas U.N.A.M. · México | 1.ª                 | Total               | 10  | 0 | - | - | 3  | 0 | 13  | 0 |
| Socio Águila F.C. · México | 2.ª                 | 2007                | 2   | 0 | - | - | -  | - | 2   | 0 |
| Socio Águila F.C. · México | 2.ª                 | Total               | 2   | 0 | - | - | -  | - | 2   | 0 |
| C. Necaxa · México | 1.ª                 | 2007                | 0   | 0 | - | - | -  | - | 0   | 0 |
| C. Necaxa · México | 1.ª                 | Total               | 0   | 0 | - | - | -  | - | 0   | 0 |
| Veracruz · México | 1.ª                 | 2008                | 5   | 0 | - | - | -  | - | 5   | 0 |
| Veracruz · México | 1.ª                 | Total               | 5   | 0 | - | - | -  | - | 5   | 0 |
| Alacranes de Durango · México | 2.ª                 | 2009-10             | 18  | 0 | - | - | -  | - | 18  | 0 |
| Alacranes de Durango · México | 2.ª                 | Total               | 18  | 0 | - | - | -  | - | 18  | 0 |
| Atlante U.T.N. · México | 2.ª                 | 2010                | 1   | 0 | - | - | -  | - | 1   | 0 |
| Atlante U.T.N. · México | 2.ª                 | Total               | 1   | 0 | - | - | -  | - | 1   | 0 |
| Total en su carrera | Total en su carrera | Total en su carrera | 139 | 0 | 8 | 0 | 20 | 0 | 169 | 0 |
| (1)Incluye datos de la Pre Pre Libertadores (2002), InterLiga (2004, 2005 y 2007) y Campeón de Campeones (2004-05). (2)Incluye datos de la Copa Pre Libertadores (2002), Copa Libertadores (2002, 2004 y 2007) y Copa de Campeones de la Concacaf (2003). |                     |                     |     |   |   |   |    |   |     |   |

## Palmarés

### Campeonatos nacionales
| Título               | Club         | País   | Año     |
| -------------------- | ------------ | ------ | ------- |
| Primera División     | Club América | México | 2002    |
| Primera División     | Club América | México | 2005    |
| Campeón de Campeones | Club América | México | 2004-05 |